# O iarnă printre ghețari
O iarnă printre ghețari (franceză Un hivernage dans les glaces) este o nuvelă scrisă de Jules Verne și publicată în Musée des familles între martie și aprilie 1855.

## Povestea
Când se va întoarce în Dunkerque din călătoria sa spre nord, efectuată la bordul vasului Jeune-Hardie', Louis Cornbutte urmează să se căsătorească cu Marie. Însă vasul revine în port fără Louis, care a dispărut în cețuri împreună cu doi marinari din echipaj în apropierea unui maelstrom, în timp ce încerca să ajute echipajul unei goelete care plutea în derivă.
Tatăl căpitanului, Jean Cornbutte, adună un echipaj și pornește în căutarea lui, însoțit de Marie. Expediția urmează traseul anterior al vasului Jeune-Hardie și iernează în insula Shannon din Marea Groenlandei. Louis și camarazii săi sunt găsiți, dar rivalul său la mâna Mariei, André Vasling, încearcă să îl elimine, dând naștere unui conflict între norvegieni și francezi. Familia Cornbutte iese învingătoare și revine la Dunkerque, unde se ofociază căsătoria dintre Louis și Marie.

### Capitolele nuvelei
| - I - Pavilionul negru - II - Planul lui Jean Cornbutte - III - O licărire de speranță - IV - Pe canaluri - V - Insula Liverpool - VI - Cutremur pe întinderile de gheață - VII - Pregătiri pentru iernat - VIII - Planuri de explorare | - IX - Locuința de gheață - X - Îngropați de vii - XI - O dâră de fum - XII - Întoarcerea la navă - XIII - Cei doi rivali - XIV - Deznădejde - XV - Urșii albi - XVI - Sfârșitul |

## Ediție revizuită

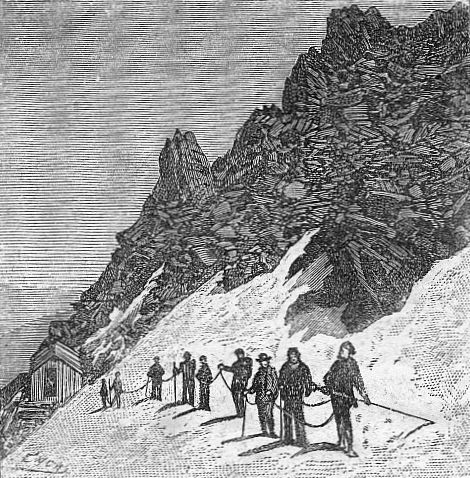

În anul 1866, Jules Verne a publicat la Hetzel prima carte din seria Călătoriilor extraordinare, romanul Căpitanul Hatteras, care conținea o serie de elemente preluate din nuvela publicată în Musée des familles. Ulterior, în 1874, Hetzel i-a cerut să revizuiască povestirea, pe care a inclus-o în antologia Doctorul Ox.

## Teme abordate în cadrul nuvelei
- Căutarea ființei iubite, reprezentate de căpitanul Louis Cornbutte (temă care amintește de acțiunea romanelor Doamna Branican și Copiii căpitanului Grant)
- Lupta pentru supraviețuire într-un mediu extrem (temă prezentă și în  romanele Căpitanul Hatteras și Ținutul blănurilor)
- Trădarea, personificată de André Valsing (similară celei a lui Martinez din "O dramă în Mexic")

## Lista personajelor
| - Aupic, matelot - Clerbaut - Jean Cornbutte, fost marinar, deținător al bricului ,,Jeune-Hardie", a cărui comandă a fost preluată de către fiul acestuia - Louis Cornbutte, 30 de ani, fiul lui Jean Cornbutte - Cortrois, matelot - Gervique, matelot - Gradlin, matelot - Herming | - Jocki - Marie, 20 de ani, nepoata lui Jean Cornbutte și viitoarea soție a lui Louis - Fidèle Misonne, dulgher - Pierre Nouquet, timonierul dipărut împreună cu matelotul Cortrois și căpitanul Louis - Bretonul Penellan, înlocuitorul timonierului dispărut - Alain Turquiette - André Vasling, secundul bricului ,,Jeune-Hardie" |

## Traduceri în limba română
- perioada interbelică - Răzbunarea marinarului, Ed. Principele Mircea, Colecția "Bucuria Mea", nr. 5, 100 pag.
- 1942 - "Printre ghețurile eterne" - în volumul Printre ghețurile eterne, Ed. Cultura Românească
- 1975 - "O iarnă printre ghețari" - în volumul Doctorul Ox, Ed. Ion Creangă, Colecția "Jules Verne", vol. 7, traducere Sanda Radian
- 2001 - "Printre ghețurile eterne" - în volumul Doctor Ox, Ed. Regis, traducere Bogdan Z. Cosmin, ISBN 978-8373-06-5
- 2003 - în volumul Doctor Ox, Ed. Corint, ISBN 973-653-461-8
- 2010 - "O iarnă printre ghețari" - în volumul Doctorul Ox, Ed. Adevărul, Colecția "Jules Verne", vol. 7, traducere Daniela-Andreea Andronic, ISBN 978-606-539-145-1